# Stará Hráz
Stará Hráz je přírodní rezervace v lokalitě Lískovec v okrese Kroměříž. Leží uvnitř přírodního parku Chřiby. Důvodem ochrany jsou společenstva květnatých bučin a jasanových olšin s velmi hodnotným podrostem.